# António Augusto da Costa Mota

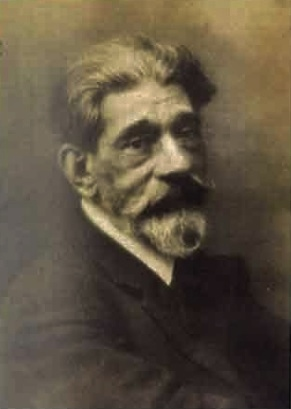
Costa Mota (tio)

António Augusto da Costa Mota, auch Costa Mota (tio), (* 1862 in Coimbra; † 26. Mai 1930 in Lissabon) war ein portugiesischer Bildhauer.

## Leben und Wirken
António Augusto da Costa Mota studierte zunächst an der Escola Livre das Artes do Desenho in Coimbra, danach folgte ein Studium an der Escola de Belas Artes in Lissabon. Seinen Abschluss als Bildhauer machte er 1891. Seine erste Ausstellung hatte er im Jahre 1891 sowie 1892 im Grémio Artístico (Künstlergilde von Lissabon). Seine erste bedeutende Arbeit war die Statue für Afonso de Albuquerque (1893) in Lissabon. Später stellte er dann auch in der Sociedade Nacional de Belas Artes aus (1901). Es folgten sogar Ausstellungen im Ausland, so in Rio de Janeiro (1908), Madrid (1912) und Paris (1922 bis 1926 in diversen Galerien und Museen).
Bedeutend war er als Naturalist und er schuf zahlreiche Skulpturen, Statuen und Büsten berühmter und historischer Gestalten der portugiesischen Geschichte und Kultur: Bernardim Ribeiro (1897), Manuel Joaquim Pinheiro Chagas (1908), Sousa Martins (1907), Eduardo Coelho (1904), König Karl I. von Portugal (undatiert), die Statue „Gerechtigkeit“ vor dem Parlament in Lissabon (Assembleia da República), Joaquim António de Aguiar (1912), den Schauspieler Taborda (1914), den Dramatiker António Ribeiro, genannt Chiado, (1925), José Malhoa (1927).
Seine bedeutendsten – auch international – Arbeiten waren 1894 die beiden Sarkophage für den Seefahrer und Entdecker Vasco da Gama sowie für den Nationaldichter Luís de Camões, die sich heute im Hieronymuskloster in Lissabon befinden.
Der portugiesische Staat verlieh ihm den Titel „Großmeister der portugiesischen Bildhauerei“. Costa Mota war der erste portugiesische Bildhauer, der von seiner Kunst leben konnte. Sein Neffe, António Augusto da Costa Mota Sobrinho (genannt Costa Mota (Sobrinho), 1877–1956) war ebenfalls ein bekannter Bildhauer in Portugal.

## Auszeichnungen (Auswahl)
- Gold- (1902) und Ehrenmedaille der Sociedade Nacional de Belas Artes